# 大久保麻梨子
大久保 麻梨子（おおくぼ まりこ、1984年9月7日 - ）は、日本出身の女優、元グラビアアイドル。2011年からは台湾を拠点に活動。
2003年からはノイエ、2007年からはネバーランド、2008年から2010年まではA.L.C.Atlantis。台湾に移住してからは遊戲現場→比上傳奇を経て、OFFICE303Entertainment/鵲兒喜娛樂に所属。2019年5月1日（令和元年初日）からは、ホリプロインターナショナルに所属。
愛称は女優・キャンペーンガール時代から「マリンちゃん」。中華圏では「MARIKO」及び「麻梨子=マーリーズ」と呼ばれるのが一般的。2008年から2011年頃まで、大久保 麻理子（読み同じ。後述も参照）名義で活動。

## 来歴
長崎県佐世保市で誕生。小学校時代は福岡県に住む。その後、父親の転勤に伴い兵庫県で過ごす。神戸女学院大学文学部卒業。2003年に神戸市内でスカウトされてデビューした。この時、出身地を「兵庫県」と表記している。
2003年、三洋物産主催の「Sea Story Audition 2003　マリンちゃんを探せ!!」でグランプリに選ばれ、1年間、パチンコ『CR大海物語』のイメージキャラクターを務める。この間、DVD『Strange Dream』（レアルタ、2003年10月）や、写真集『Mermaid Line』（竹書房、2003年11月）を出版し、グラビアアイドルとして本格デビュー。2004年には「日テレジェニック2004」にも選出された。同月にはCDアルバム「『CR新海物語』サウンドコンピレーション Vol.2」（ビクターエンタテインメント）でCDデビューも果たした。2006年、雑誌『FLASH』で「読者が選んだNo.1おっぱい」に選ばれた。
テレビでは、バラエティ番組や単発テレビドラマ『都立水商』（日本テレビ）などへの出演を経て、2006年に『クピドの悪戯 虹玉』（テレビ東京）で連続テレビドラマ初出演を果たした。2007年には映画『官能小説』（配給：トルネード・フィルム）で初主演にして初めてのラブシーンを演じている。この頃に所属事務所がネバーランドへ移籍となったが、その際は出身地を「福岡県」としている。
2008年1月、A.L.C.Atlantisに移籍するのに伴い、心機一転「大久保 麻理子」へ改名した。同年限りでグラビアアイドルを卒業し、女優への転身を表明している。
2010年、初めて3泊4日の旅行で単身訪れた台湾に一目惚れし、帰りの飛行機内で早々と台湾留学を決意。その半年後には台湾生活を始め中国語を習得、2011年より、台湾を拠点に日本と中華圏の広告、雑誌、ドラマなどで活躍している。女優業と並行して「台湾アンバサダー」としても活動しており、各種イベントやメディアにおいて日本と台湾の架け橋的存在となっている。また、台湾移住後、芸名を「大久保 麻梨子」に戻している。
2013年10月、台湾最大のテレビアワード「第48回金鐘奨」にてドラマ『愛情替声』の演技が評価され、助演女優賞（ショートドラマ部門)を受賞した。金鐘獎としては、日本人初の受賞となった。
2016年の誕生日、交際中の台湾人の一般人男性にプロポーズされ、翌日入籍した。戸籍上の名前は盧 禹薇である。2017年4月16日、台湾で挙式。
「令和元年初日」にあたる2019年5月1日、ホリプロインターナショナルに移籍。

## 人物
趣味は料理で、好きな食べ物は臭豆腐。好きな男性のタイプは「よく食べる人」。特技は、台湾中国語、腕相撲。好きな色は黄色とオレンジ。

## 出演

### テレビ
- 日本 
  - ガーリースタイル（テレビ大阪）
  - 天使らんまん（毎日放送）
  - 女神のChu!（BS日テレ）
  - 17才夏。 第4話（2003年8月26日、朝日放送）
  - 水着少女（2004年5月、テレビ東京）
  - 鈴木タイムラー（2004年11月28日、テレビ朝日）
  - 踊る!さんま御殿!!（2005年7月5日、日本テレビ）
  - とんねるずのみなさんのおかげでした（2005年7月28日、フジテレビ）
  - 音箱登龍門（2005年8月1日、フジテレビ）
  - 痛快!明石家電視台（毎日放送）
  - まちウケ!（毎日放送）
  - ランク王国（TBS）
  - スッキリ!!（日本テレビ）
  - マルバレ!（2005年12月14日、読売テレビ）
  - 都立水商!（2006年3月28日、日本テレビ）
  - ぷれミーヤ!（テレビ朝日）
  - クイズ!紳助くん（ABC）
  - プレミアの巣窟（2006年5月1日、フジテレビ）
  - 芸恋リアル（2006年6月12日、読売テレビ）
  - 下北GLORY DAYS 最終話（2006年7月7日、テレビ東京）
  - 熱血!タイガース党SP（サンテレビ）
  - パオパオ・アイドルGAMEバトル（2006年、BS日テレ）
  - 恋するケータイ（2006年 - 、メ〜テレ）
  - ダイエット☆コンバット（2006年9月28日、日本テレビ）
  - クピドの悪戯（2006年10月 - 12月、テレビ東京）
  - 憧れのアイドルと勝負デート!芸人マジ口説きSP（2006年11月11日、テレビ朝日）
  - BLOG@GIRLS（2007年3月3日、BS-i）
  - ウイニング競馬（2007年3月24日、テレビ東京）
  - ラジかるッ（2007年8月7日、日本テレビ）
  - くろだ荘の宴（関西テレビ）
  - マルコポロリ!（関西テレビ）
  - あさパラ!（読売テレビ）
  - プライスバラエティ ナンボDEなんぼ（関西テレビ）
  - 旅っきり!（関西テレビ）
  - GO! マウス（毎日放送）
  - ゲーマーズ甲子園（MONDO21）
  - 世界バリバリ★バリュー（2007年、毎日放送）
  - ロンドンハーツ（2007年10月、テレビ朝日）
  - グラビアの美少女（MONDO21）
  - 爽食卓（2010年6月19日、TBS）
  - [今こそ台湾！お宝アイランド]（2014年9月20日、RKB毎日放送）
  - ハイキングウォーキングと行く遊びタイワン（2014年　冨山チューリップテレビ、國興衛視）
  - 2度目の台湾「おこづかい3万円で充実旅」（2016年、NHK）
  - マカオ特別行政区成立20周年 魅惑のマカオ新八景〜大人女子の旅〜（2019年12月22日、BS朝日） - 旅人[14]
  - Live News イット!（2020年4月23日、フジテレビ）

- 台湾
  - 世界我作煮（2014年　衛視中文台）
  - 世界我作主（2015年　衛視中文台）
  - 周遊ジャパン　（2018年　華視）
  - 閨蜜愛旅行　（2018年　東森綜合台）
  - 魅力妻In Taiwan　（2019年　國興衛視）

### テレビドラマ
- 日本
  - 17才夏。 第4話「激しい恋にあこがれて」（2003年、ABC） - 浮気相手 役
  - 都立水商!（2006年、日本テレビ） - 尚美 役
  - 下北GLORY DAYS 第12話（2006年、テレビ東京） - 中田カナ 役
  - クピドの悪戯 虹玉（2006年、テレビ東京） - 五十嵐モト子 役
  - ドラゴンフライ（2006年、WOWOW） - ルルコ 役
  - パーフェクト・パートナー（2007年、WOWOW） - アイコ 役
  - 獣拳戦隊ゲキレンジャー 修行その22（2007年、テレビ朝日） - 南北アリス 役
  - 木曜ナイトドラマ夢をかなえるゾウ(女の幸せ篇)（2008年10月2日‐、日本テレビ/読売テレビ） - 池上ルナ 役
  - 帰ってこさせられた33分探偵 （2009年、フジテレビ）- 武田由紀子 役
  - ゴッドハンド輝 （2009年4月11日 - 5月16日 土曜夜8時枠、TBS）- 長谷川香織 役
  - オルトロスの犬（2009年8月、TBS）- 看護師 役
  - 恋のから騒ぎ〜Love StoriesVI〜「尽くす女」（2009年9月25日、日本テレビ）
  - 松本清張ドラマスペシャル 「顔」（2009年12月29日、NHK）
  - しぇいけんBABY! -Shakespeare Syndrome-（2010年1月3日、フジテレビ） - 三池ルリ子 役
  - 孤独のグルメ Season5 第4・5話（2015年10月24日・31日、テレビ東京） - 貴子 役

- 台湾 
  - 内衣少女（2012年9月28日 - 2012年11月30日、壹綜合） - Amour 役
  - 愛情替声（2012年12月30日、公共電視台) - 久美子 役  『金鐘獎助演女優賞』受賞作品
  - 幸福不二家「邦題：しあわせ」（2016年1月29日－2016年4月29日、台視他） - 七海 役
  - 愛我請回顧（2016年　緯來電影）

### 映画
- 日本
  - 廃校（2005年）
  - ドラゴンフライ（2006年) - ルルコ 役
  - 官能小説（2007年） - 藤森彩 役
  - こっくりさん 本当にあった怖い話（2007年) - 主演
  - SS エスエス（2008年） - 奈津美 役
  - 種まく旅人 華蓮のかがやき（2020年） - 伊藤凛 役

- 台湾
  - 黯淡的月（2014年)
  - 地圖的鏡頭（2017年）
  - 血観音（2017年）
  - 第一杯咖啡（2021年）

### オリジナルビデオ
- 名古屋やくざ戦争・統一への道

### 舞台
- ULTRA PURE!（東京公演：東京グローブ座、2010年3月8日 - 22日、大阪公演：シアターBRAVA!、2010年4月9日 - 11日[15]）

- 時光の手箱（2019年3月7日　-　10日　台北城市舞台）

### ラジオ
- マリンちゃんの三洋パチワールド（ラジオ大阪）
- ゴチャ・まぜっ!木曜日（2005年10月6日 - 2006年10月5日、MBSラジオ）
- ゴチャ・まぜっ!月曜日（2006年10月7日 - 2007年10月1日、MBSラジオ）
- ゴチャ・まぜっ!金スペ（2007年10月12日 - 2008年4月4日、MBSラジオ）
- 東貴博のヤンピース（2007年4月12日、ニッポン放送）
- マリポケ

### CM
- 日本
  - MAXグループ 株式会社敬愛（岐阜県のパチンコ店）
  - 三洋物産
  - 姫路セントラルパーク
  - ZEST（山形県のパチンコ店）（2006年）
  - ウインズ米子
  - クレディア
  - ワタベウェディング

- 台湾
  - 黑人牙膏：歯磨き粉（2011年 - ）
  - 桂冠食品（冷凍食品CM）(2011年 - )
  - 嘉義縣文化觀光局 観光CMイメージキャラクター（2014年3月）
  - SAMPO：白物家電（2011年 - )
  - セブンイレブン台湾
  - 南光化學製藥：吉胃福適錠（胃薬）「瑜伽篇」(2013年）
  - KINコスメティックサロン：シャンプー(2014年）
  - 咖哩本色：日本食レストラン（2014年）

### ゲーム
- METAL GEAR SOLID 3 SNAKE EATER（2004年、コナミ）

### ミュージックビデオ
- 日本
  - 冬の幻（Acid Black Cherry・4thシングル）
  - ヒトヒラの雪（PaniCrew・11thシングル）
- 台湾
  - 會過去的(梁靜茹)
  - 分手分手(蘇永康)

## リリース作品

### DVD
- Strange Dream（2003年10月31日、レアルタ）
- Mermaid Line（2004年1月23日、竹書房）
- message（2004年5月25日、ベガファクトリー）
- 日テレジェニック2004 大久保麻梨子Sparkle!（2004年8月25日、バップ）
- 女神のChu! 日テレジェニック2004 大久保麻梨子〜ぼっち☆ING〜（2005年1月26日、バップ）
- まりん ちゅ☆（2005年4月30日、ベガファクトリー）
- No Limits（2005年7月20日、学習研究社）
- Beach Angels 大久保麻梨子 in ハワイ（2005年8月5日、バップ）
- 大久保麻梨子 Complete DVD BOX（2005年9月25日、ベガファクトリー）
- MARIKO（2005年11月16日、ノイエ）
- 大久保麻梨子style （2005年12月14日、トライディア）フィギュア＋DVDBOX
- DOKI DOKI Secret Vacance〜「大久保麻梨子」 in 沖縄（2006年2月17日、ノイエ）
- Will（2007年3月23日、フォーサイド・ドット・コム）
- 月刊大久保麻梨子（2007年9月21日、新潮社）
- Id【イド】（2007年11月30日、K21）

### 3D立体ポスター
- 1/1Scale Stereo Screen 大久保麻梨子 等身大3D立体ポスター（トイボックス）

### 写真集
単独名義
- Mermaid Line（2003年12月3日、竹書房、撮影：平田友二）ISBN 4812414229
- 和・スイーツ（2004年11月3日、辰巳出版、撮影：河野英喜）ISBN 477780108X
- 悪戯（2004年12月20日、日本テレビ出版、撮影：松本裕之）ISBN 4820399225
- NO LIMITS（2005年7月29日、学習研究社、撮影：西条彰仁）ISBN 405402789X
- リラクシング（サブラDVDムック） 2006年4月、小学館、撮影：渡辺達生）ISBN 4091030491
- リラクシング（ネット写真集Relaxing）（2006年6月15日、小学館）
- ごめんね、マリコちゃん。（2006年9月6日、ワニブックス、撮影：栗山秀作）ISBN 4847029585
- 月刊大久保麻梨子(SHINCHO MOOK 90)（2007年5月、新潮社、撮影：大森克己）ISBN 978-4-10-790173-6
- ファイナルカット（サブラDVDムック）（2008年7月、小学館、撮影：渡辺達生）ISBN 978-4-09-103061-0

オムニバス
- ミスマリンちゃん写真集『海物語』（2003年11月1日、白夜書房、撮影：奥山栄一）・・・共演：阪本麻美、三宅梢子の共同名義、パチンコ店専売品